# Oleg Tiňkov

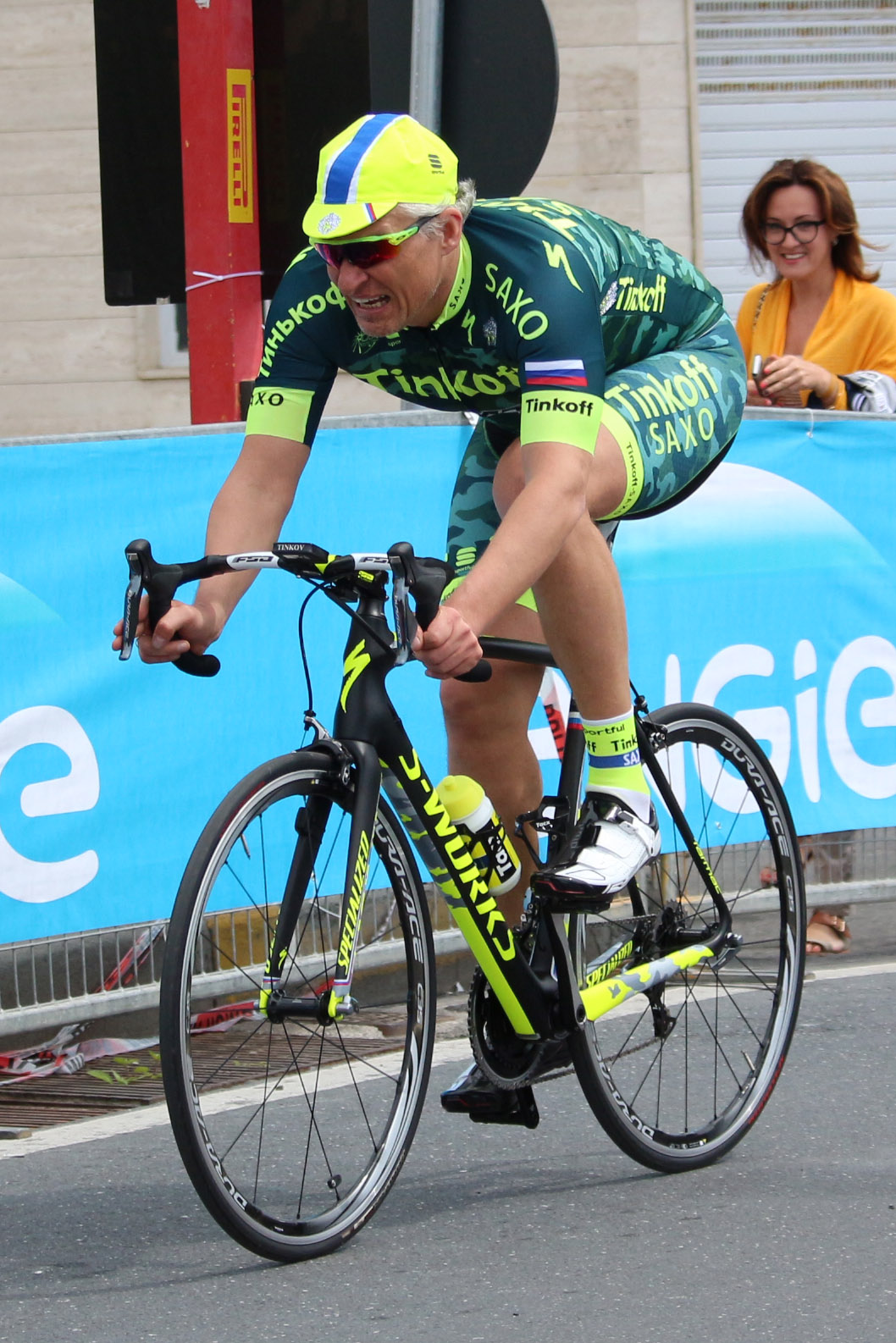
Oleg Tiňkov na Giro d'Italia (9. května 2015)

Oleg Jurjevič Tiňkov (rusky Олег Юрьевич Тиньков, v anglických textech též Oleg Tinkov nebo Oleg Tinkoff, * 25. prosince 1967) je podnikatel ruského původu, jehož prvním úspěchem byla výroba piva. V roce 2005 svůj podnik prodal za 167 milionů eur.
Poté založil úvěrovou společnost, která se stala průkopníkem internetového bankovnictví v Rusku a rychle se stala jednou z největších kreditních bank ruského trhu. V pořadí nejbohatších lidí Ruska podle časopisu Forbes pro rok 2017 byl Oleg Tiňkov veden na 79. místě s odhadem majetku ve výši 1,2 miliardy US dolarů.
Oleg Tiňkov sponzoruje od roku 2006 profesionální cyklististické týmy. Nejprve to byl Tinkoff Credit Systems a následně Saxo-Tinkoff, který za šest milionů eur na konci roku 2013 zcela převzal. V tomto týmu v roce 2015 jezdili například Alberto Contador, Peter Sagan nebo Roman Kreuziger.
V říjnu 2022 se na protest proti válce na Ukrajině zřekl ruského občanství.

## Ruská invaze na Ukrajině
V dubnu 2022 se kriticky vyslovil vůči ruské invazi na Ukrajinu. „Nevidím nikoho, kdo by mohl mít prospěch z této šílené války! Umírají nevinní lidé i vojáci. Generálové se probudili z kocoviny a pochopili, že mají armádu na hovno,“ uvedl Tiňkov. Stav armády podle něj není žádným překvapením, když se celé Rusko „topí v nepotismu, lokajství a servilitě“. Proti válce je podle něj 90 % Rusů.
Válka na Ukrajině měla na Tiňkovovo podnikání značný dopad. Akcie Tinkoff Bank ztratily 90 % hodnoty a jeho osobní majetek se během jednoho měsíce snížil o pět miliard dolarů. Tiňkov tak přestal být dolarovým miliardářem, jeho majetek podle magazínu Forbes činil v březnu 2022 asi 800 milionů dolarů.
Tiňkov žil v Londýně, kde se léčil z leukémie. Jeho pobyt ve Velké Británii však není nadále možný, protože britská vláda ho v březnu 2022 přidala na svůj sankční seznam.
Na přelomu dubna a května 2022 byl Tiňkov donucen prodat svůj 35% podíl ve společnosti TCS Group, která vlastní banku Tinkoff Bank. V důsledku kritiky ruské invaze se dostal pod tvrdý nátlak ze strany ruské administrativy, která bance pohrozila, že pokud se od něj neodstřihne, nechá ji znárodnit. Pak proběhl vynucený odprodej bez možnosti jednat o ceně. Tiňkov tvrdí, že svůj podíl (v odhadované hodnotě 225 mil. dolarů) prodal za tři procenta tržní hodnoty. „Prodal jsem to za kopějky,“ uvedl.
V říjnu 2022 se Tiňkov na protest proti válce na Ukrajině zřekl ruského občanství. „Nemohu a nechci být spojován s fašistickou zemí, která začala válku s mírumilovným sousedem a každý den zabíjí nevinné lidi,“ uvedl. Je občanem Kypru.